# Atelier Pomone
L'Atelier Pomone, créé en 1922, est l'atelier de création de mobiliers et de décorations intérieures du grand magasin parisien Le Bon Marché. Son nom ainsi que son logo font référence à la nymphe antique qui avait l'art de cultiver les jardins et surtout les arbres fruitiers.

## Origines
Pomone, « l'Atelier d'art du Bon Marché » s'installe au deuxième étage du nouveau magasin au 38 de la rue de Sèvres inauguré en 1923 qui est dédié en partie au mobilier et à l'aménagement intérieur. L’atelier est placé sous la direction de l'ébéniste et décorateur français Paul Follot (1877-1942) auxquels succèdent en 1928 René Prou (1889-1947), puis Albert Guénot de 1932 à 1955 qui collaborera avec Jacques Tisseyre et Joseph-André Motte, décorateurs et concepteurs de mobilier. Les directeurs de l'atelier Pomone sont réputés pour leurs innovations fonctionnelles et formelles. Le Bon Marché propose à sa clientèle toutes les créations issues des arts appliqués : meubles, tissus, luminaires, céramiques, service de table qui sont uniquement vendus dans le magasin parisien ainsi que dans ses succursales. Le grand magasin revendique des ensembles de mobilier conçus exclusivement en France dédiées à tous les univers de la maison (salon, salle à manger, bureau ou chambre).

## L'ameublement au Bon Marché
Dès 1880, le Bon Marché est soucieux de diversifier son offre et propose rideaux et sièges confectionnés sur mesure pour sa clientèle. Ils sont réalisés par une centaine d'ouvriers au sein d'ateliers, installés au-dessus des écuries situées rue de Babylone. 
Les premières pièces de mobilier vendues par le Bon Marché sont exposées dans la galerie de l'ameublement située dans l'annexe du grand magasin au 115 rue du Bac. Avec la création de L'Atelier Pomone, le Bon Marché renforce sa renommée en développant du mobilier moderne : « Loin d'être réservé au musée ou à une minorité, l'art doit être répandu à profusion, idéaliser tous les accessoires de la vie matérielle, parer la maison d'une atmosphère harmonieuse. C'est là, en quelque sorte, industrialiser la beauté et la mettre à la portée de tous ». Le mobilier créé par l'Atelier Pomone est d'abord conçu dans le style Art Déco, né dans les années 1910 qui s'inspire de forme géométrique aux lignes stylisées puis va progressivement épouser des formes modernistes en écho avec les nouvelles tendances issues des arts décoratifs. Paul Follot, premier directeur de l'Atelier Pomone, se consacre à réaliser des pièces et décors où se rejoignent « le beau et l'utile ». Chaque année en septembre, décorateurs, artistes et clientèle du monde artistique parisien se rendent à l'exposition de "Tapis et d'ameublement" au Bon Marché. À cette occasion, un large choix de tapis d'Orient, de Perse et d'Afrique du Nord et de mobiliers sont présentés.

## Directeurs

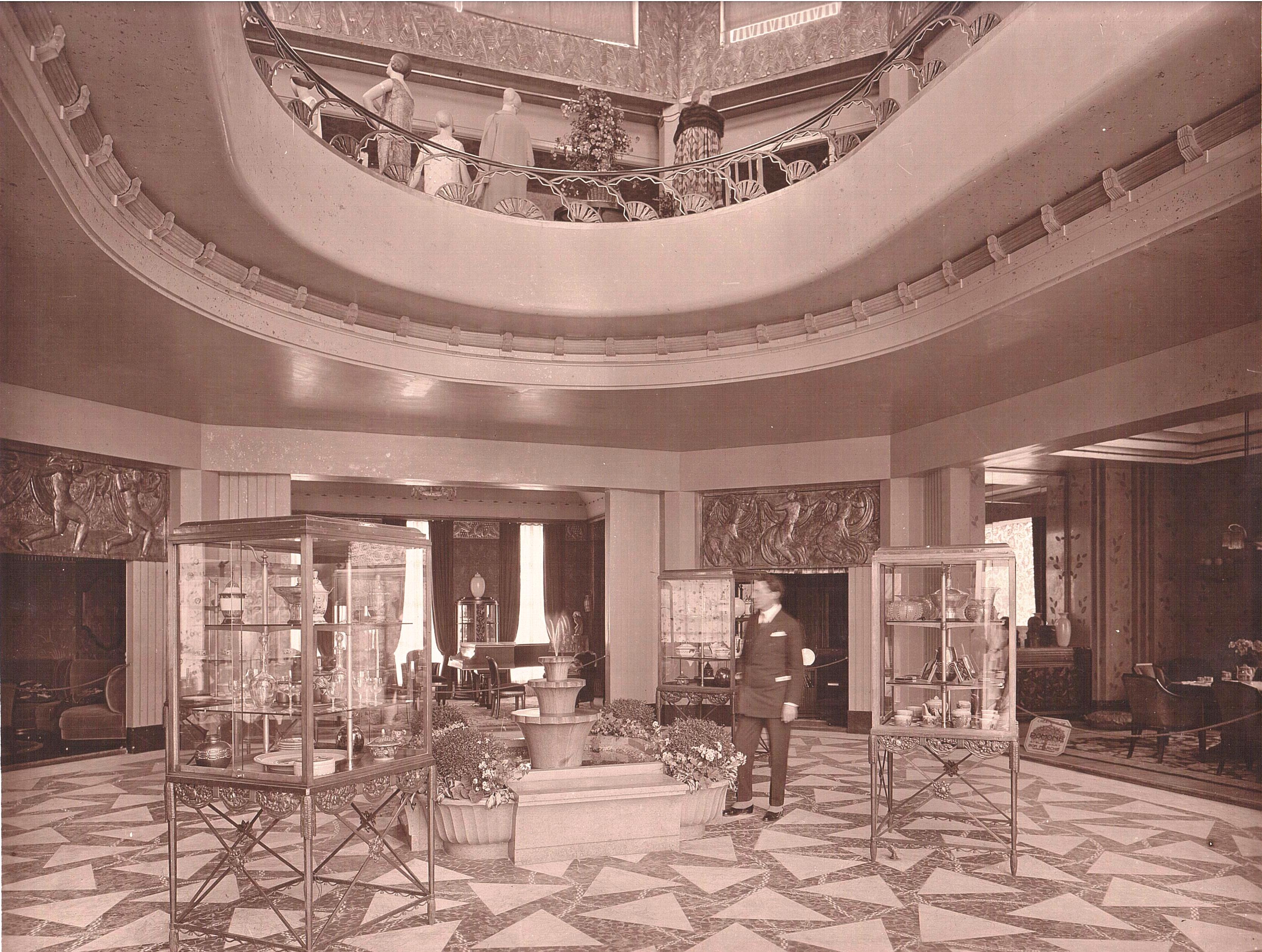
Paul Follot dans le pavillon Pomone à l'Exposition de 1925

Paul Follot dirrige l'Atelier Pomone à partir de 1923 et s’entoure d’une douzaine d’artistes. Il s'inscrit dans le mouvement des décorateurs Art Déco tels que Jacques-Emile Ruhlmann, Jules Leleu, Louis Süe, André Mare et Maurice Dufrène entre autres décorateurs de l'époque qui mettent en avant l'excellence, le luxe, la tradition et le savoir-faire. René Prou prend sa suite en 1928 et inaugure le mouvement moderne représenté par Louis Sognot, Robert Block, Pierre Petit, Michel Dufet et Paul Dupré-Lafon. Ils associent dans leurs réalisations, le bois et le métal ainsi que la notion de mécanisation. René Prou prend la direction de l’atelier Pomone et a pour ambition de répondre aux besoins de la vie moderne associés à une direction artistique forte. La presse témoigne de ce choix audacieux : « Les grands magasins du Bon Marché continuant à développer leur programme artistique, viennent de confier la direction de leur atelier d’art Pomone, à l’un des maîtres incontestés de l’art moderne René Prou dont les créations obtiennent le plus vif succès. La note dominante de son œuvre est déjà importante, est la pureté et la sobriété. Avec un aussi brillant animateur que René Prou, Pomone est appelé à connaître un nouvel essor. » René Prou, participe chaque année à deux salons : Le Salon des artistes décorateurs et le Salon d’automne, qui offrent l’opportunité de présenter des ensembles réalisés pour Pomone. Au sein de l’Atelier Pomone, il développe toute une gamme de produits pour la maison : du textile d’ameublement, du tapis, des services de tables, de la céramique dont une partie des collections sont confiées aux ateliers de Longwy.
Lorsque René Prou quitte l'atelier en 1932, c'est Albert Guénot (1894-1993) rentré au sein de l'Atelier Pomone sous Paul Follot, qui prend sa direction. Il travaille des ensembles haut de gamme ainsi que du mobilier vendu à prix plus modérés. Il réalise également des meubles entièrement en métal dans un style rationnel inspirés des créations modernistes. Albert Guénot collaborera notamment avec Joseph André Motte (1925-2013) vers 1948 qui, à la suite de ses études, intégrera Pomone jusqu'en 1952.

## Exposition internationale des arts décoratifs en 1925

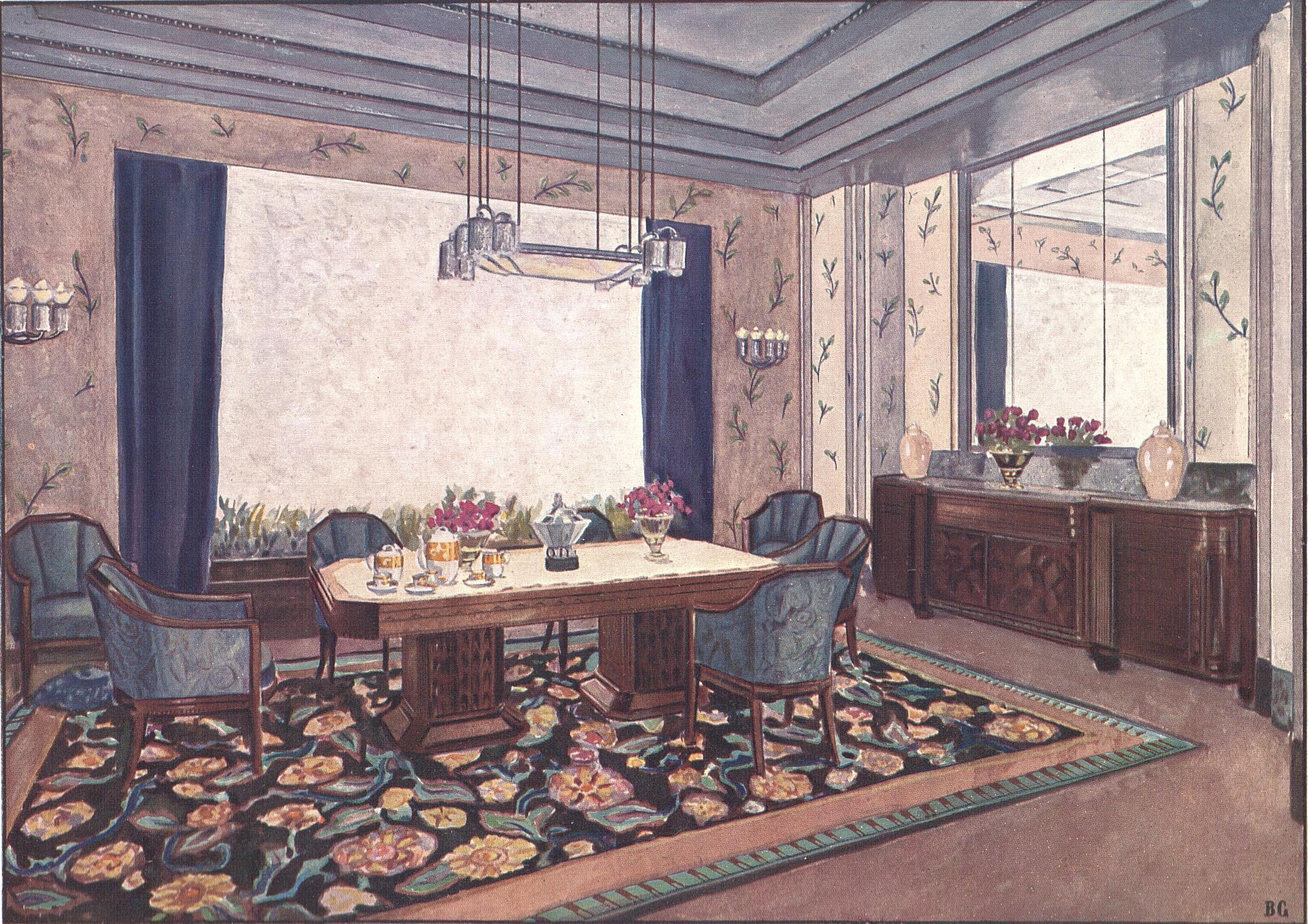
Salle à manger du Pavillon Pomone à l'Exposition de 1925, Paul Follot décorateur.

En 1925, l'Atelier Pomone participe à l'exposition internationale des arts décoratifs et industriels modernes à Paris et présente un pavillon pour le Bon Marché construit par l'architecte Louis-Hippolyte Boileau et aménagé par Paul Follot. À cette occasion, il présente « ce que peut et doit être l'art de l'ameublement ramené à sa véritable destination ; audacieux sans doute et néanmoins respectueux des plus sages traditions, sa puissante originalité est toujours de bon goût, plein de bon sens : c'est un art bien français » selon l'hebdomadaire L'Illustration de 1925. L'objectif de l'Exposition internationale est de promouvoir la création française en rupture avec le mouvement de l'Art nouveau qui a échoué à prôner « l'art pour tous ». On retrouve cette volonté dans l'architecture du pavillon Pomone qui présente une façade Art déco, composées de formes géométriques inspirées du cubisme. Les décorateurs de chez Pomone ont su développer un « art de surfaces nettes, d'intersections de plans, de lignes verticales tombant sur les horizontales, en variant l'emploi des matières précieuses et les gammes de couleurs. Plus d'ornements inutiles, le premier mérite des objets est d'être conforme à leur destination ». Avec cette exposition, on assiste à un nouveau phénomène de démocratisation de mobiliers véritablement modernistes édités en petit nombre d'exemplaires et vendus à des prix moyens par les grands magasins.